# Edward Alexander Newell Arber
Edward Alexander Newell Arber (1870 - 1918) fue un botánico, paleontólogo, profesor inglés. Era hijo del profesor Edward Arber (1836-1912), especialista en literatura inglesa antigua. Estaba casado, desde el 5 de agosto de 1909, con su colega Agnes Robertson (1879-1960), de la cual había sido profesor de paleobotánica en la Universidad de Cambridge. Tuvieron un único hijo, Muriel, en julio de 1912.

## Algunas publicaciones

### Libros
- 1905. Catalogue of the fossil plants of the Glossopteris flora in the department of geology, British Museum (natural history): being a monograph of the permo-carboniferous flora of India and the southern hemisphere. Ed. Longmans. 255 pp.
- 1910. Plant life in Alpine Switzerland: being an account in simple language of the natural history of Alpine plants. Ed. J. Murray. 355 pp.
- 1911. The Natural History of Coal. Ed. University Press. 163 pp. Reeditó en 2008 Kessinger Publ. 176 pp. ISBN 0548907919
- 1911. The coast scenery of North Devon: being an account of the geological features of the coast-line extending from Porlock in Somerset to Boscastle in North Cornwall, Ed. J.M. Dent & Sons, Ltd. 261 pp.
- 1917. The earlier mesozoic Floras of New Zealand. Volumen 6 de New Zealand. Dep. of Mines. New Zealand Geol. Survey. Palaeontological Bulletin. 80 pp.
- 1921. Devonian Floras. 100 pp. Reeditó en 2010 General Books LLC. 62 pp. ISBN 1153342421

- La abreviatura «E.Arber» se emplea para indicar a Edward Alexander Newell Arber como autoridad en la descripción y clasificación científica de los vegetales.[1]